# Сант-Элия-Фьюмерапидо
Сант-Элия-Фьюмерапидо (итал. Sant'Elia Fiumerapido) — коммуна в Италии, располагается в регионе Лацио, в провинции Фрозиноне.
Население составляет 6283 человека (31.12.2010), плотность населения составляет 153 чел./км². Занимает площадь 41 км². Почтовый индекс — 03049. Телефонный код — 0776.
Покровителем коммуны почитается святой пророк Божий Илия, празднование 20 июля.

## Демография
Динамика населения:

## Администрация коммуны
- Официальный сайт: http://www.comune.santeliafiumerapido.fr.it/